# Maracugina

Imagem das diferentes formas do produto.

Maracugina é um medicamento fitoterápico. Por essa razão, não é necessário receita para comprá-lo, mas seu uso deve ser acompanhado e regulado. A Maracugina ajuda no tratamento da ansiedade, nervosismo e insônia. Pode auxiliar também a regularização da pressão arterial e tem ação sedativa. É composto de princípios ativos vegetais, passiflora alata, erythrina mulungu e crataegus oxyacantha.
A produção e comercialização em larga escala de Maracujina iniciou-se através da extinta DM Farmacêutica, que mais tarde foi adquirida pela Hypera Pharma.